# Apaja
Pour les articles homonymes, voir Apaja (homonymie).
Apaja est une localité du comté de Troms, en Norvège.

## Géographie
Administrativement, Apaja fait partie de la kommune de Storfjord.